# ЛӀ
ЛӀ лӀ – dwuznak cyrylicy.

## Używanie

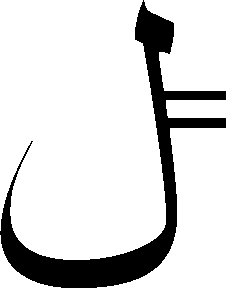
Dwuznak w języku adygejksim używany od połowy XIX wieku do lat 20. XX wieku

Dwuznak ten jest używany w języku arczyńskim, adygejskim, cezyjskim, kabardyjskim i karatajskim. Używa się go również do transkrypcji fonetycznej języka botlichyjskiego.